# Villa Bianca (Punta Gorda)
La villa Bianca di Punta Gorda (negli Stati Uniti anche conosciuta come Grunwell House) è una storica architettura della Contea di Charlotte in Florida, inserita nell'elenco del patrimonio culturale statunitense della National Register of Historic Places, il 28 novembre del 1990.